# Colo (film)
Colo is een Portugees-Franse film uit 2017, geschreven en geregisseerd door Teresa Villaverde. De film ging op 15 februari in première in de competitie van het Internationaal filmfestival van Berlijn.

## Verhaal
Een vader, moeder en dochter wonen in Portugal en worden dagelijks geconfronteerd met de economische crisis wat ook een invloed begint te hebben op hun levens. De vader is werkloos zonder enige toekomst en zit de hele dag op het dak te staren naar de horizon terwijl de moeder uitgeput van het werk naar huis keert na dubbele shiften gewerkt te hebben. Hun adolescente dochter houdt haar problemen voor zichzelf terwijl ze zich afraagt of er wel genoeg geld is om haar busrit te betalen. Terwijl de relaties tussen de familieleden veranderen, worden er ook nieuwe mogelijkheden geschapen.

## Rolverdeling
| Acteur                  | Personage  |
| ----------------------- | ---------- |
| Beatriz Batarda         | Moeder     |
| João Pedro Vaz          | Vader      |
| Alice Albergaria Borges | Marta      |
| Ricardo Aibéo           | Jaime      |
| Clara Jost              | Júlia      |
| Tomás Gomes             | João       |
| Dinis Gomes             | Eel Fisher |
| Simone de Oliveira      | Avó        |
| Rita Blanco             | Sílvia     |